# Rambert III Novello Malatesta de Sogliano
Rambert III Novello Malatesta de Sogliano (1475 - 1532), conegut com "el filòsof", fou fill natural de Carlo I Malatesta de Sogliano i de Pierina da Talamello, legitimat per butlla del Papa del 1485 i creat comte per a ell mateix i descendents.
Fou comte sobirà de Sogliano, comte de Montecodruzzo, comte de Pondo, senyor i vicari pontifici perpetu de San Giovanni in Galilea, senyor de Roncofreddo, Ciola, Montegelli, Rontagnano, Savignano di Rigo, Pietra dell'Uso, Montepetra, Strigara, San Martino in Converseto, Seguno, Spinello, Tornano, Pratolina, Rufiano, Meleto, Sapeto, Cigna, Bucchio, Monteguidi, Pozzuolo, Vallenzera, Sassetta, Soasia i Serra, el 1486.
Per butlla del Papa del 7 de juliol de 1487 va obtenir la investidura per tres generacions i l'elevació de San Giovanni di Galilea a comtat. Per la mateixa butlla va rebre Talamello (amb un cens anyal a pagar) però com a comtat de Talamello, amb el dret de vicari pontifici. Fou capità de l'exèrcit de la República de Venècia el 1493.
El 1507 per la mort de la seva dona a mans seves, fou declarat desposseït dels feus però els va recuperar el 1512. El 1508 va cedir Roncofreddo al Papa.
El 1513 va cedir a son germà Malatesta els feus de Montecodruzzo, Serra, Tornano i Ciola Araldi.
Versat en filosofia, astronomia i matemàtiques, va freqüentar l'acadèmia platònica de Florència entre el 1490 i el 1493 i va escriure "Adversus falsas astrologantium minitationes conventu planetarum in signo piscium" el 1524.
Va morir a Sogliano el 5 de juny de 1532. Estava casat en primeres noces amb Maria Zoagli, de la que derivava el dret a Talamello, però la va matar el 1507 a instigació de la seva amant. En articulo mortis es va casar amb la seva amant Angelina. Va deixar tretze fills: Carlo II Malatesta de Sogliano, Corneli Malatesta de San Giovanni, Francesc Malatesta de Sogliano, Alexandre, Àgata (casada amb el comte Galeotto Malatesta de Valdoppio), Lucrècia (hereva del comtat de Talamello el va renunciar a favor de son germà Francesc Malatesta de Sogliano, i es va casar amb Filippo I Dòria, comte de Sassocorvaro i de Canosa), Caterina, Joan Malatesta de San Giovanni, Galeotto Malatesta de Sogliano, Esteve (frare), Violant, Cecília i Lucrècia (monja).